# Čokolešnik
Čokolešnik je blagovna znamka pšenične kaše za hitro pripravo, ki jo je ljubljansko podjetje Kolinska na trg poslalo leta 1980. Je v lasti hrvaškega podjetja Podravka, ki od leta 1970 izdeluje Čokolino, čokolešniku podoben izdelek.
Čeprav je Kolinska do konca leta 2003 Čokolešnik prodajala kot hrano za otroke med 4. mesecem in 3. letom starosti, so njegovi potrošniki tudi odrasli.
Podravka je blagovno znamko od podjetja Droga Kolinska kupila leta 2008, z njeno proizvodnjo pa uradno začela 1. januarja 2009. Razlog za prodajo naj bi bilo pomanjkanje sredstev za razvoj vseh obstoječih znamk, pomanjkanje potenciala za rast v regiji in osredotočenje na ključne programe.

### Sestavine
Čokolešnik je sestavljen iz pšeničnega zdroba in moke (60%), sladkorja (41g na 100g izdelka), čokolade v prahu (6%), lešnikov (2%), manjmastnega kakavovega prahu in arome. Njegova različica Čokolešnik Fitness vsebuje 12g sladkorja in maltodekstrin.

### Proizvodnja
Kosmiče za kašo pridobivajo tako, da maso skuhajo, jo posušijo in na tanko zvaljajo na sušilnih valjih ter zdrobijo.
Leta 1984 je tovarna v Mirni na Dolenjskem, ki jo je Kolinska zgradila leta 1972 za predelavo krompirja v pire, v okviru programa Bebi poleg Čokolešnika proizvajala instant kaše »riž«, »kakav« in »nevtral«, leta 1986 »pomaranča«, »jabolko«, »riž«, »kakav«, »nevtral«, »medenko « in »čoko«, leta 1987 pa »čoko«, »grisko«, »rižko«, »medenko«, »vanilko« in »karamelko«. Najbolj priljubljena okusa sta bila Čokolešnik in Čoko, ki sta se edina ohranila. Znamka Bebi je postala samostojna in obsegala hrano za otroke do tretjega leta starosti. Čokolešnik/Čoko je bil po trditvah proizvajalca tako namenjen starejšim otrokom in t.i. ljubiteljem »lahkih in hranljivih obrokov, ki so v skladu z modernimi trendi prehranjevanja«. Nekaj časa sta bila v prodaji Čoko s koščki čokolade in Čokolešnik z vlakninami.
Sredi osemdesetih je Kolinska največ otroške hrane izvozila v Sovjetsko zvezo in Poljsko. Za izvoz na Bližnji vzhod in v nekatere afriške države, predvsem Kenijo in Burundi, je razvijala okusa po bananah in pomaranči. Za leto 1986 je načrtovala zagon prvega sušilnega valja v Jugoslaviji, ki sta ga načrtovala Smelt in biro IGM Sava Krško, izdelala pa krška Kovinarska. V devetdesetih je Rusija ostala njen najmočnejši trg.

#### Znamka Bebi
Bebi se je leta 2007 umaknil iz Slovenije in ostalih držav jugovzhodne Evrope, ostal pa je na trgih nekdanje Sovjetske zveze. Droga Kolinska je po prodaji znamk Čokolešnik in Čoko prodajo znamke Bebi ustavila v začetku aprila 2009 zaradi slabšanja prodaje v Rusiji in Ukrajini. Program Bebi se je delil na linije Bebi, Bebi premium in Bebi junior. Leta 2020 je znamko kupila srbska skupina Nelt. Tovarna v Mirni ni bila del prodaje.

### Kritike
Na spletni strani veš, kaj ješ? (Zveza potrošnikov Slovenije in Ministrstvo za zdravje RS) je Čokolešnik označen za izdelek s preveliko količino sladkorja ter mejnimi količinami maščob in nasičenih maščob. Čokolešnik Fitness je kljub manjši vrednosti sladkorja odsvetovan za pretirano uporabo. Pedagogi in nekatere šole si prizadevajo za zdrav in raznolik zajtrk otrok, ki ne bi vseboval tovrstne presladke industrijsko predelane hrane. V medijih se pojavljajo recepti za alternativne »čokolešnik« kaše brez sladkorja, ki so po mnenju avtorjev tudi cenejše in bolj hranljive.